# Крохмаль Кирило Сергійович
Крохмаль Кирило Сергійович (1875—1918) — бандурист-тенор; підосавул 3-го Полтавського полку Кубанського козацького війська.
Народився в станиці Староджереліївська на Кубані. Закінчив Олександрійське реальне та військове кавалерійське училища, Катеринодарську консерваторію. Учасник Першої світової війни. Неодноразово нагороджений. У добу Національної революції — комендант станиці Староджереліївської.
Представник давньої запорозько-кубанської школи. Грав на діатонічній бандурі станичного майстра. В репертуарі мав думи, історичні, козацькі пісні та пісні Кубані. Ніколи не розлучався з бандурою, скрізь пропагував кобзарське мистецтво: у військових частинах, навчальних закладах, містах і станицях. Належав до освіченої, національно свідомої української інтелігенції Кубані.
Замордований більшовиками.